# 국군수도병원
국군수도병원(國軍首都病院, 영어: Korean Armed Forces Capital Hospital)은 경기도 성남시 분당구에 위치한 대한민국 국군의무사령부 산하에 있는 대한민국 국군을 치료하기 위한 병원이다. 국군 장병을 치료하는 군 병원 중 최고위 의료기관이다.

## 개요

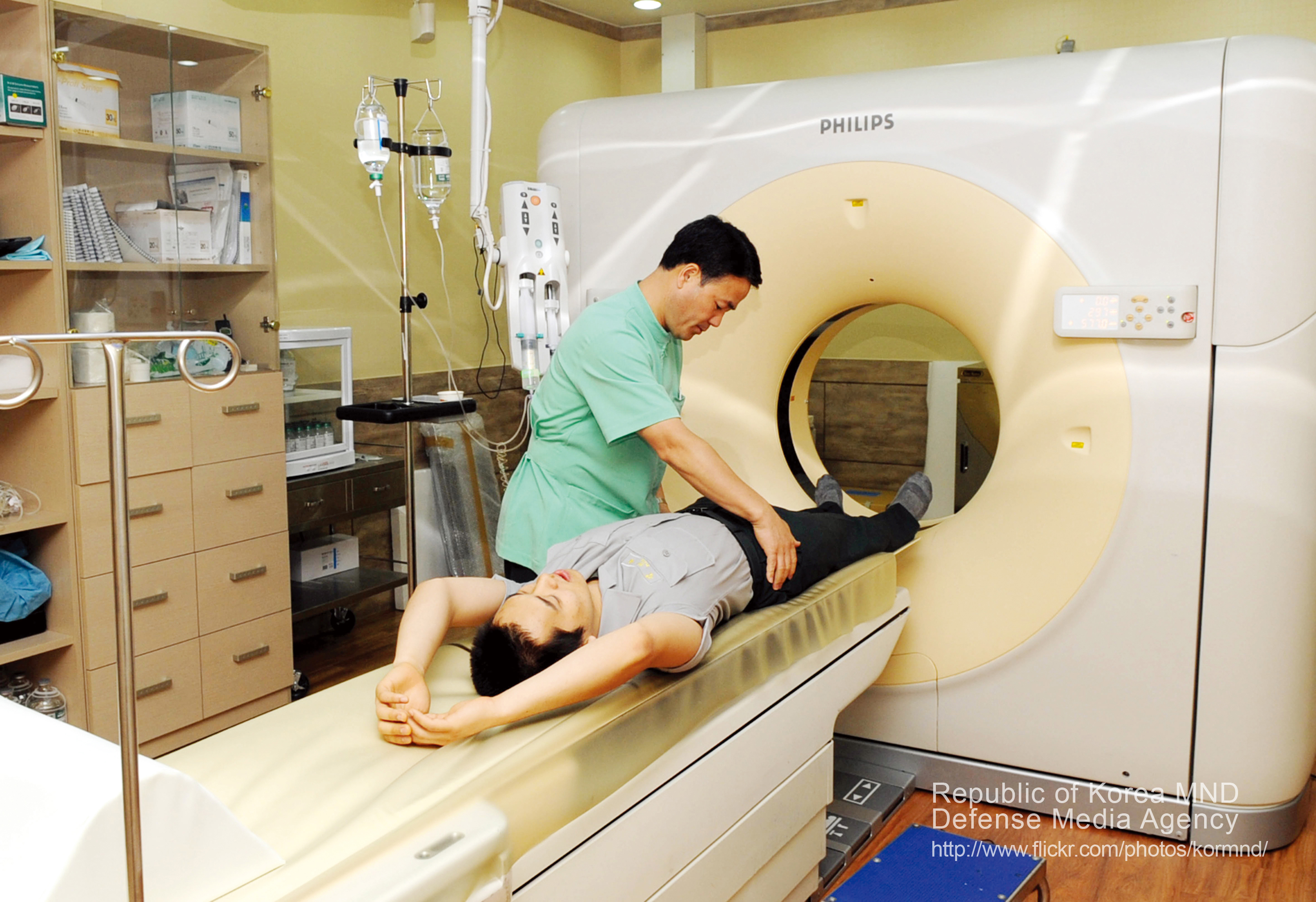
진료 모습

- 국군의무사령부 소속 군 최고 의료기관이다.  주소는 경기도 성남시 분당구 새마을로117번길 81 율동공원 바로 맞은 편에 있으며, 산을 깎아 만들었기 때문에 진입로가 오르막길로 되어 있다. 올라가는 길 중간에 군 간부들이 살고 있는 군인 아파트가 있다.

- 1949년 7월 1일에 수도육군병원으로 창설되었다가 한국전쟁 발발로 수원, 천안, 대전, 김천, 울산으로 후퇴하였다가, 1950년 10월 16일에 서울로 복귀하였다. 그러나 1950년 12월 23일에 마산으로 이동하였다. 1971년 서울특별시 영등포구 등촌동(현 강서구 등촌동)으로 이전하면서 국군수도통합병원으로 명칭을 개정하고, 1984년 8월 1일 오늘날의 명칭인 국군수도병원으로 개칭하였다.[2] 1999년 11월, 병원현대화 사업계획에 따라 현 위치인 성남시 분당구 율동으로 이동하였으며, 2009년 1월부터 '군 책임운영기관'으로 전환되어 기관장이 조직·인사·재정 운영에 이어 자율권을 갖게 되었다.

- 현재 병원장은 민간인 의사 출신인 한호성 병원장이 26대 병원장으로 취임하여 임무를 수행 중이다.

- 또한, 군 전공의(인턴, 레지던트) 수련업무와 정신간호, 중환자, 물리치료, 수술, 마취간호 등 전문화 교육도 함께 담당하고 있어 전체 군 병원의 수준 향상을 위한 업무도 하고 있다.

## 병원 소개(미션과 비전)

### 비전(vision)
"군과 국민에게 신뢰받고, 최신의료를 선도"

### 미션(Mission)
"최상의 보건의료서비스를 통해 군 전투력을 보전하고, 국가위기 시 중추적 임무를 수행한다."

### 핵심가치(Value)
"배려, 소통, 책임, 혁신, 자율"

### 전략(Strategy)
"군특성화  종합병원" - 진료 역량 강화, 경영 효율화, 교육연구 강화, 군/공공의료기관 역할강화

### 기능(Function)
"군장병의 전투력 보존" - 군의료특성화, 공공의료지원, 군의료인력양성, 전시부대 증,창설

## 주요 사업

### 국군외상센터
"365일 24시간, 각종 사고로 다발성 골절ㆍ출혈 등을 동반한 중증환자에게 병원도착 즉시 응급수술과 최적의 치료를 제공할 수 있는 장비ㆍ시설ㆍ인력을 갖춘 최신의 외상환자 치료 센터 건립(2020년 1월 개원 목표)" 
국군외상센터는 365일 24시간 쉬지 않고 중증 외상 치료를 전담하고 군 외상전문인력을 양성하기 위하여 국군수도병원에서 설립을 추진중에 있는 외상 전문 치료 센터이다. 총상, 폭발상, 추락, 교통사고 등의 사유로 과다 출혈, 다발성 골절, 장기 손상을 입어 병원에 후송된 중증외상환자를 위하여, 군내 환자 뿐만 아니라 군외 환자까지 진료군으로 포함함으로써 최고의 외상센터 설립을 통한 공공의료를 실천하고자 하는 목표를 가지고 있다. 첨단 하이브리드 수술실과 외상 전용 중환자 및 일반병상을 갖추고, 의무후송헬기 메디온을 이용한 신속한 후송체계로 최단시간내 외상환자에게 즉각적인 외상치료를 제공할 뿐만아니라 외상전문인력의 양성을 위한 시뮬레이션 교육센터를 갖춘 국내 최고의 외상센터가 될 것을 전망하고 있다.

## 시설
(환자 이용 시설/ 편제 시설)
- 지하 1층 : 환자 식당, 환자 샤워실, 환자 미용실 / 영양반, 세탁반, 공우ENC
- 1층 : 정형외과, 외과, 성형외과, 안과, 이비인후과, 여성의학과, 내과, 신경과, 피부과, 한의과, 신경외과, 흉부외과, 비뇨기과, 영상의학과, 진단검사의학과(채혈실), 병리과 ,응급의학과, 핵의학과, 폐기능검사실, 결핵상담실, 심전도실, 심초음파실

부정맥상담실, 소화기내시경실, 주사처치실, 신경생리검사실 / 민원상담실, 원무과, 약제과, CD복사ㆍ의무기록발급, 편의점
- 2층 : 치과병원, 재활의학과(물리치료실), 인공신장실, 정신건강의학센터(정신건강의학과), 사회사업실, 수술실, 중환자실, 통증클리닉 /  지휘부, 가온실, 율동사랑방, 외상센터TFT, 진료부행정실, 기획조정과, 경영관리과, 중앙공급과, 의료정보체계과, 정보작전과
- 3층 : 301병동, 302병동, 건강증진센터(신체검사), 영유아검진센터 / 교육연구실, 의학도서실, 임상의학연구센터, 감염관리실, QPS실
- 4층 : 401병동, 402병동, 403병동, 405병동 / 한마음대강당, 집중관찰실
- 5층 : 501병동, 502병동, 505병동 / 군수과, 시설과, 인사행정과, 의무보급과
- 6층 : 601병동, 602병동, 603병동
- 7층 : 701병동, 702병동, 703병동, 705병동(격리병동) / 작은 도서관(환자 및 직원)

대부분의 병동은 6인실이며, 과거에는 간부 병동 또한 따로 존재했지만 현재에는 2인실 등의 VIP실로 활용하고 있다.
위병소 근처에 장례식장과 PX가 있다.
부대 내 헬기착륙장이 있어 헬리콥터를 활용한 환자 이송이 가능하다.
격리병동의 경우 출입하기 위해서는 간호장교의 허가가 필요하고, 환자와 면회할 수 있는 자격은 가족에게만 주어진다.

## 병원 생활
수도병원 또한 군부대이기 때문에, 환자들 또한 통제받는 규칙적인 생활을 이어나간다. 07시에 간호장교가 병실을 돌아다니며 인원체크를 하는 식으로 아침점호가 이루어지며, 오전 시간동안 군의관의 검진이 있고 21시 30분에는 저녁점호를 하고 22시에 소등한다. 환자들의 수면시간 보장을 위해 연등은 거의 없다.
08시, 13시, 18시에는 투약점호가 있다. 간호장교와 간호사가 돌아다니며 약을 나눠주고 먹는 것을 확인한다. 공지사항이나 개인별 검진 일정 등이 이 시간을 통해 전파되기도 한다.
이외 시간은 대체로 환자들의 자유 시간이고, 환자들은 보통 거동이 가능하면 TV가 있는 장소를 찾아 가거나 PX를 가거나 전화를 하거나 산책을 하며 시간을 보낸다.
병사부터 장교까지 다양한 계급의 군인 환자들이 모여있으나, 상호간 경례는 대체로 하지 않는다.
군 병원에 입원시 소속이 자대에서 해당 병원으로 바뀌기 때문에, 자대에서는 TO가 한 자리 비게 된다. 환자의 입원이 장기화될 경우, 자대에서는 이미 환자의 자리에 신병을 받는 경우가 있다. 그렇게 환자로 왔다가 병원 소속이 된 병사는 부식배급 등 병원 사역에 동원되기도 한다. 만약 병 신분으로 진급을 앞두고 입원했을 경우, 병원장 재량으로 자동으로 진급이 될 수 있으며, 반대로 제한되기도 한다.
가끔 국군간호사관학교 생도들이 실습을 와 환자 수발을 돕기도 한다.

## 편제(조직도)
국군수도병원 홈페이지 조직도

## 진료과, 의료진

### 병원장 소개
26대 국군수도병원장 한호성
'84 서울대학교 의학과 졸업
'88 서울대학교 의과대학 석사
'89 서울대학병원 외과 전공의 수료
'89~'93  경상대학교병원 조교수
'93 서울대학교 의학 박사
'93~'03 이화여자대학교목동병원 조교수, 부교수, 외과 과장
'03~ 서울대학교 의과대학 외과 교수
'03~'12 분당서울대병원 외과 과장
'11~'16 분당서울대병원 암센터 센터장
'12~'16 분당서울대병원 암, 뇌신경진료 부원장
"최고의 확정적 의료를 제공하여 국군 장병의 의료 복지를 구현하겠습니다."라는 모티프 아래 취임하여 현재까지 근무 중이다.

### 진료과
국군수도병원의 진료과는 내과, 비뇨기과, 성형외과, 외과, 안과, 신경과, 피부과 등 35개가 있으며 각 과에 대한 의료진 소개는 국군수도병원 을 참고하기 바란다.

## 연혁 및 현황[3]
1999년에 완료된 병원 현대화 사업을 통해 11만 6,000여 평의 부지 위에 2만 3,000여 평의 건물 50개 동을 신축하고, 최첨단 진단 장비를 도입해 완벽한 의료시스템을 갖추고 있다. 현재 140여명의 전문의가 의료서비스를 담당하고 있으며, 군의관을 지도하기 위해 대학교수급 민간 의사 36명이 채용되어 환자를 진료하고 있다. 국군수도병원은 군 최고 의료기관으로서 그 역할을 수행해오고 있으며, 책임운영기관장 2기 출범과 함께 ‘상급종합병원 수준의 진료능력’을 갖추기 위해 다방면으로 노력하고 있다.
[네이버 지식백과] 국군수도병원 [Korean Armed Forces Capital Hospital, 國軍首都病院] (한국민족문화대백과, 한국학중앙연구원)
보다 자세한 내용은 국군수도병원 홈페이지 연혁 및 현황을 참고하기 바란다.

## 면회 안내
1) 일반 병동의 경우 사전 신청 후 09:00부터 17:30까지 면회를 갈 수 있다. 입원환자에게 면회 전일까지 면회신청 대장을 작성할 수 있도록 이름, 생년월일, 관계, 방문일시, 연락처, 주민등록상 주소를 전달하여 사전신청을 해야 한다. 방문날에는 위병소 우측 행정안내소에서 신분증과 출입증을 교환하는데, 따라서 면회를 위해 병원을 방문할 때에는 신분증(주민등록증, 여권, 운전면허증, 공무원증 중 1개) 을 챙겨가야 위병소에 출입할 수 있다. 복지회관 1층에서 면회가 가능하며(수도병원 마트, 피자나라, 중앙정원 이용 가능), 거동 불편 환자 면회의 경우 안전사고를 예방하기 위해 병원 건물 내 면회가 가능하다.
2) 중환자실 면회의 경우 일반 병동과 다르다. 환자가 병원에 도착한 직후 직계 가족에 한해 10분간 최초 면회가 가능하며, 14:00부터 14:30까지 1회, 19:00부터 19:30까지 1회 총 2회에 걸쳐 30분씩, 1회 2명씩 면회가 허용된다. 식이섭취가 가능한 환자는 예외적으로 12:30부터 13:00, 18:00부터 18:30에 추가 면회가 가능하다. 중환자인 만큼 당연히 외부 면회가 불가능해 2층 중환자실에서 면회가 진행되며, 감염관리를 위해 병원에서 제시하는 복장에 따라야 한다.
면회시 주의사항으로는 1. 병원 전 지역 금연, 2. 전염성 질환 방문자의 면회 지양, 3. 애완동물, 휴대용 버너, 주류 반입 금지, 4. 꽃 반입 금지(꽃가루 피해 예방), 5. 환자 정보 보호를 위한 카메라 사용 제한, 6. 간부식당은 자동쿠폰  발행기를 통해 쿠폰 구매 후 이용 가능 등이 있다.

## 외래진료[4]

### 외래진료시간
평일; 09:00~12:15, 13:30~17:30
접수시간: 08:30~12:15, 13:30~16:30
응급환자는 응급실에서 24시간 진료하고 현역장병은 인트라넷, 전화로 예약하면 대기시간을 줄일 수 있다.

### 외래진료절차
진료예약>병원방문>접수>외래진료

1단계: 진료예약
인트라넷 예약: 현역장병 및 군무원은 국군수도병원 인트라넷 홈페이지 ‘진료예약’ 메뉴에서 진료예약이 가능하다.
전화방문 예약: 해당 외래진료과 전화, 방문을 통해 진료예약이 가능하다.

2단계: 병원방문
진료, 검사 당일에 병원에 내원한다.

3단계: 접수
원무접수: 1층 로비 원무접수창구에서 예약하고 해당 진료과로 가면 된다.

4단계: 외래진료

## 비판
- 국군수도병원 정신과의 경우, 상부에서 마음에 안 드는 장교 및 부사관을 숙청하는 용도로 사용된다는 의혹이 있다. 한마디로 간부용 그린캠프 용도로 사용된다는 의혹이 있다.

## 같이 보기
- 병원